# Nokia N78
El Nokia N78 es un multimedia 3G Smartphone hecho por Nokia. Se introdujo por primera vez en el Mobile World Congress en febrero de 2008, y fue lanzado el 26 de mayo del mismo año. El teléfono es compatible con N-Gage 2.0, servicio de juegos móviles.
La versión del firmware es 20.149 (de fecha 8 de diciembre de 2008).
La versión del firmware 21.002 es la actualización más ligera con un archivo de 214KB descargado utilizando la FOTA. Una gran cantidad de mejoras se hicieron después de la actualización.
Existe también la versión de firmware disponible (30,011) a través de Nokia Software Updater. Esta actualización se publicó el 8 de mayo de 2009 y no está disponible a través de la FOTA todavía.

## Especificaciones
| Característica                 | Especificación |
| ------------------------------ | --- |
| Forma                          | Candybar ("monobloque") |
| Sistema Operativo              | Symbian OS 9.3, S60 3rd Edition, Feature Pack 2 |
| Procesador                     | FreeScale Semiconductor 32-bit RISC CPU based on ARM-11 series, 369 MHz |
| Memoria (RAM) Total/Disponible | 96/44 MB |
| GSM frecuencias                | 850/900/1800/1900 MHz |
| GPRS                           | Sí, Clase A, multislot clase 11 (5 / 3) (downlink Max: 107 kbit / s, uplink max: 64,2 kbit / s)                                                                                                   |
| EDGE (EGPRS)                   | Sí, Clase B, multislot clase 32 (5 / 3) (downlink Max: 296 kbit / s, uplink max: 177,6 kbit / s), Clase A (DTM) múltiples clase 11, velocidad máxima DL / UL: 118,4 / 118,4 kbit / s              |
| WCDMA                          | Sí, 900/2100 MHz Version Europea (N78-1) o 850/1900 MHz Versión de América del Norte (N78-3) |
| Pantalla interna               | TFT Matrix, diagonal 2,4", 16 millones de colores, 240x320 píxeles |
| GPS Asistido                   | si. |
| Cámara                         | Carl Zeiss Tessar•Image capture: 3.2 megapixels, 2048 x 1536 (JPEG/EXIF) |
| Video                          | VGA hasta 15 fps |
| Mensajes Multimedia            | si |
| Videollamada                   | si |
| Push to talk                   | si |
| Soporte                        | Java (MIDP 2.0), 3D API (JSR-184) |
| Ranura para tarjeta de memoria | si, microSD (hasta 8 GB microSDHC), hot swap |
| Bluetooth                      | si , 2.0 EDR (3 Mbit/s) |
| Infrarrojo                     | No |
| Cable de datos                 | si , microUSB normal cable, USB 2.0 Full Speed |
| Browser                        | WAP 2.0/xHTML |
| Email                          | si |
| Music player                   | si |
| Internet Radio                 | si |
| Trasmisor FM                   | si (88.1 – 107.9 MHz) (No disponible en algunos países) |
| Wifi                           | si |
| Radio                          | Estereo FM con RDS |
| N-Gage                         | si |
| Video Player                   | si |
| Tonos Polifónicos              | si, 64 notas |
| Ringtones                      | si, Mp3, NB-AMR, WB-AMR, True Tones, WAV, AAC, eAAC+, RealAudio, M4A |
| Altavoz HF                     | si |
| Modo fuera de Línea            | Si |
| Batería                        | BL-6F, 1200mAh |
| Cargador                       | 2 mm connector |
| Tiempo de conversación         | Hasta 190 minutos (WCDMA) hasta 260 minutos (GSM) |
| Tiempo de espera               | Hasta 320 h (WCDMA & GSM) |
| Peso                           | 101,8 g |
| Dimensiones                    | 113 x 49 x 15.1 mm (L x W x T) |
| Algo más                       | Detector de luz ambiental para optimizar el tiempo operativo, el navegador Nokia con Mini Map, la búsqueda móvil, jack de 3.5 mm de audio, micro USB, A2DP para auriculares estéreo inalámbricos. |